# Frankrijk op de Olympische Zomerspelen 1992
Frankrijk nam deel aan de Olympische Zomerspelen 1992 in Barcelona, Spanje. Het land won in totaal negenentwintig medailles, waarvan acht gouden.

## Medailleoverzicht
| Sport        | Olympiër(s) | Onderdeel             | Medaille |
| ------------ | --- | --------------------- | -------- |
| Atletiek     | Marie-José Pérec | 400m (m)              | Goud     |
| Boogschieten | Sébastien Flute | individueel (m)       | Goud     |
| Judo         | Cécile Nowak | -48kg (v)             | Goud     |
| Judo         | Catherine Fleury-Vachon | -61kg (v)             | Goud     |
| Schermen     | Éric Srecki | degen (m)             | Goud     |
| Schermen     | Philippe Omnès | floret (m)            | Goud     |
| Zeilen       | Franck David | lechner A-390 (m)     | Goud     |
| Zeilen       | Nicolas Hénard Yves Loday | tornado               | Goud     |
| Judo         | Pascal Tayot | -86kg (v)             | Zilver   |
| Kanovaren    | Sylvain Curinier | K-1 slalom (m)        | Zilver   |
| Schietsport  | Franck Badiou | 10m luchtgeweer (m)   | Zilver   |
| Tafeltennis  | Jean-Philippe Gatien | enkelspel (m)         | Zilver   |
| Wielersport  | Jeannie Longo-Ciprelli | wegwedstrijd (v)      | Zilver   |
| Handbal      | Philippe Debureau Philippe Gardent Denis Lathoud Pascal Mahe Philippe Medard Gael Monthurel Laurent Munier Frédéric Perez Thierry Perreux Alain Portes Eric Quintin Jackson Richardson Stéphane Stoecklin Jean-Luc Thiebaut Denis Tristant Frederic Volle | mannen                | Brons    |
| Judo         | Bertrand Damaisin | -78kg (m)             | Brons    |
| Judo         | David Douillet | +95kg (v)             | Brons    |
| Judo         | Laetitia Meignan | -72kg (v)             | Brons    |
| Judo         | Nathalie Lupino | +72kg (v)             | Brons    |
| Kanovaren    | Jacky Avril | C-1 slalom (m)        | Brons    |
| Kanovaren    | Franck Adisson Wilfrid Forgues | C-2 slalom (m)        | Brons    |
| Kanovaren    | Olivier Boivin Didier Hoyer | C-2 1000m (m)         | Brons    |
| Paardensport | Hubert Bourdy Hervé Godignon Eric Navet Michel Robert | springconcours team   | Brons    |
| Schermen     | Jean-Michel Henry | degen (m)             | Brons    |
| Schermen     | Jean-François Lamour | sabel (m)             | Brons    |
| Schermen     | Jean-Philippe Daurelle Franck Ducheix Hervé Granger-Veyron Pierre Guichot Jean-François Lamour | sabel team (m)        | Brons    |
| Wielersport  | Hervé Boussard Didier Faivre-Pierret Philippe Gaumont Jean-Louis Harel | wegwedstrijd team (m) | Brons    |
| Zwemmen      | Stéphan Caron | 100m vrije slag (m)   | Brons    |
| Zwemmen      | Franck Esposito | 200m vlinderslag (m)  | Brons    |
| Zwemmen      | Catherine Plewinski | 100m vlinderslag (v)  | Brons    |

## Deelnemers en resultaten

### Atletiek
| Olympiër                                                             | Onderdeel                | Resultaat | Prestatie                                                                                       |
| -------------------------------------------------------------------- | ------------------------ | --------- | ----------------------------------------------------------------------------------------------- |
| Max Morinière                                                        | 100m (m)                 | 14e       | serie 9: 1e in 10,36 kwartfinale 1: 4e in 10,34 halve finale 2: 7e in 10,42                     |
| Daniel Sangouma                                                      | 100m (m)                 | 28e       | serie 3: 3e in 10,63 kwartfinale 3: 7e in 10,64                                                 |
| Gilles Quénéhervé                                                    | 200m (m)                 | 25e       | serie 4: 2e in 20,99 kwartfinale 4: 5e in 20,96                                                 |
| Jean-Charles Trouabal                                                | 200m (m)                 | DNF       | serie 8: niet gefinisht                                                                         |
| Frédéric Cornette                                                    | 800m (m)                 | 27e       | serie 2: 4e in 1.48,22                                                                          |
| Pascal Thiebault                                                     | 5000m (m)                | 13e       | serie 1: 1e in 13.31,16 finale: 13e in 13.43,19                                                 |
| António Martins Bordelo                                              | 10000m (m)               | 15e       | serie 2: 9e in 28.35,13 finale: 15e in 28.47,66                                                 |
| Thierry Pantel                                                       | 10000m (m)               | DNF       | serie 1: niet gefinisht                                                                         |
| Dan Philibert                                                        | 110m horden (m)          | 11e       | serie 1: 5e in 13,72 kwartfinale 3: 5e in 13,74 halve finale 2: 6e in 13,77                     |
| Sébastien Thibault                                                   | 110m horden (m)          | 27e       | serie 5: 5e in 13,94                                                                            |
| Philippe Tourret                                                     | 110m horden (m)          | 24e       | serie 2: 5e in 13,91 kwartfinale 2: 8e in 14,09                                                 |
| Stéphane Caristan                                                    | 400m horden (m)          | 7e        | serie 1: 2e in 49,16 halve finale 2: 4e in 49,50 finale: 7e in 48,86                            |
| Stéphane Diagana                                                     | 400m horden (m)          | 4e        | serie 3: 2e in 48,41 halve finale 1: 2e in 48,28 finale: 4e in 48,13                            |
| Thierry Brusseau                                                     | 3000m steeplechase (m)   | 23e       | serie 1: 6e in 8.33,10 halve finale 2: 12e in 8.42,48                                           |
| Joseph Mahmoud                                                       | 3000m steeplechase (m)   | 24e       | serie 3: 6e in 8.30,54 halve finale 1: 12e in 8.52,00                                           |
| Max Morinière Daniel Sangouma Gilles Quénéhervé Bruno Marie-Rose     | 4x100m (m)               | 9e        | serie 2: 1e in 39,49 halve finale 1: 5e in 39,02                                                |
| Jean-Louis Rapnouil Yann Quentrec Stéphane Caristan Stéphane Diagana | 4x400m (m)               | 11e       | serie 1: 4e in 3.04,25                                                                          |
| Dominique Chauvelier                                                 | marathon (m)             | 31e       | 2:19.09                                                                                         |
| Luis Soares                                                          | marathon (m)             | 45e       | 2:21.57                                                                                         |
| Pascal Zilliox                                                       | marathon (m)             | 64e       | 2:30.02                                                                                         |
| Thierry Toutain                                                      | 20km snelwandelen (m)    | DSQ       | gediskwalificeerd                                                                               |
| Martial Fesselier                                                    | 50km snelwandelen (m)    | 17e       | 4:07.30                                                                                         |
| Alain Lemercier                                                      | 50km snelwandelen (m)    | 16e       | 4:06.31                                                                                         |
| René Piller                                                          | 50km snelwandelen (m)    | 15e       | 4:02.40                                                                                         |
| Serge Helan                                                          | verspringen (m)          | 30e       | kwalificatie groep A: 14e met 7,60m                                                             |
| Franck Lestage                                                       | verspringen (m)          | 21e       | kwalificatie groep B: 11e met 7,72m                                                             |
| Pierre Camara                                                        | hink-stap-springen (m)   | 11e       | kwalificatie groep B: 1e met 17,34m finale: 11e met 16,52m                                      |
| Serge Hélan                                                          | hink-stap-springen (m)   | 20e       | kwalificatie groep A: 8e met 16,47m                                                             |
| Georges Sainte-Rose                                                  | hink-stap-springen (m)   | 19e       | kwalificatie groep A: 7e met 16,50m                                                             |
| Philippe Collet                                                      | polsstokhoogspringen (m) | 7e        | kwalificatie groep B: 8e met 5,55m finale: 7e met 5,55m                                         |
| Philippe d'Encausse                                                  | polsstokhoogspringen (m) | 14e       | kwalificatie groep A: 6e met 5,50m                                                              |
| Jean Galfione                                                        | polsstokhoogspringen (m) | 13e       | kwalificatie groep A: 5e met 5,50m                                                              |
| Christophe Épalle                                                    | kogelslingeren (m)       | 10e       | kwalificatie groep B: 5e met 76,24m finale: 10e met 74,84m                                      |
| Frédéric Kuhn                                                        | kogelslingeren (m)       | 18e       | kwalificatie groep A: 8e met 71,76m                                                             |
| Raphaël Piolanti                                                     | kogelslingeren (m)       | 16e       | kwalificatie groep A: 7e met 73,22m                                                             |
| Alain Blondel                                                        | tienkamp (m)             | 15e       | 8031 punten                                                                                     |
| William Motti                                                        | tienkamp (m)             | 7e        | 8164 punten                                                                                     |
| Christian Plaziat                                                    | tienkamp (m)             | DNF       | niet gefinisht                                                                                  |
|                                                                      |                          |           |                                                                                                 |
| Laurence Bily                                                        | 100m (v)                 | 22e       | serie 7: 4e in 11,57 kwartfinale 2: 6e in 11,64                                                 |
| Patricia Girard                                                      | 100m (v)                 | 16e       | serie 1: 3e in 11,51 kwartfinale 1: 4e in 11,54 halve finale 1: 8e in 11,70                     |
| Odiah Sidibé                                                         | 100m (v)                 | 21e       | serie 3: 5e in 11,62 kwartfinale 3: 5e in 11,63                                                 |
| Valérie Jean-Charles                                                 | 200m (v)                 | 26e       | serie 6: 5e in 23,69 kwartfinale 1: 8e in 23,64                                                 |
| Maguy Nestoret                                                       | 200m (v)                 | 34e       | serie 3: 5e in 24,15                                                                            |
| Elsa Devassoigne                                                     | 400m (v)                 | 16e       | serie 3: 1e in 52,07 kwartfinale 3: 2e in 51,75 halve finale 2: 8e in 52,85                     |
| Marie-José Pérec                                                     | 400m (v)                 | Goud      | serie 5: 2e in 53,64 kwartfinale 4: 3e in 50,89 halve finale 1: 1e in 49,48 finale: 1e in 48,83 |
| Viviane Dorsile                                                      | 800m (v)                 | 21e       | serie 5: 4e in 2.01,54                                                                          |
| Marie-Pierre Duros                                                   | 1500m (v)                | 26e       | serie 1: 7e in 4.10,14 halve finale 1: 13e in 4.26,61                                           |
| Marie Pierre Duros                                                   | 3000m (v)                | DNF       | serie 2: 1e in 8.42,32 finale: niet gefinisht                                                   |
| Zohra Graziani-Koullou                                               | 3000m (v)                | 18e       | serie 3: 5e in 8.55,21                                                                          |
| Rosario Murcia                                                       | 10000m (v)               | 26e       | serie 1: 14e in 33.16,96                                                                        |
| Annette Sergent                                                      | 10000m (v)               | 23e       | serie 2: 12e in 32.57,29                                                                        |
| Cécile Cinelu                                                        | 100m horden (v)          | 11e       | serie 1: 3e in 13,40 kwartfinale 2: 5e in 13,07 halve finale 2: 8e in 13,24                     |
| Monique Ewanjé-Épée                                                  | 100m horden (v)          | 30e       | serie 3: 7e in 13,73                                                                            |
| Anne Piquereau                                                       | 100m horden (v)          | 13e       | serie 5: 2e in 13,11 kwartfinale 3: 3e in 13,17 halve finale 1: 5e in 13,32                     |
| Patricia Girard Odiah Sidibé Laurence Bily Marie-José Pérec          | 4x100m (v)               | 4e        | serie 2: 3e in 42,58 finale: 4e in 42,85                                                        |
| Maria Rebelo                                                         | marathon (v)             | DNF       | niet gefinisht                                                                                  |
| Sandrine Fricot                                                      | hoogspringen (v)         | 21e       | kwalificatie groep A: 9e met 1,90m                                                              |
| Odile Lesage                                                         | zevenkamp (v)            | 15e       | 6141 punten                                                                                     |
| Nathalie Teppe                                                       | zevenkamp (v)            | 23e       | 5847 punten                                                                                     |

### Badminton
| Olympiër                         | Onderdeel      | Resultaat | Prestatie                                             |
| -------------------------------- | -------------- | --------- | ----------------------------------------------------- |
| Stéphane Renault                 | enkelspel (m)  | 33e       | 1e ronde: V van CZE Mendrek: 5-15, 2-15               |
|                                  |                |           |                                                       |
| Virginie Delvingt                | enkelspel (v)  | 33e       | 1e ronde: V van INA Bak: 0-11, 2-11                   |
| Sandra Dimbour                   | enkelspel (v)  | 33e       | 1e ronde: V van NZL Robertson: 10-12, 9-12            |
| Christelle Mol                   | enkelspel (v)  | 33e       | 1e ronde: V van GBR Muggeridge: 5-11, 7-11            |
| Virginie Delvingt Christelle Mol | dubbelspel (v) | 17e       | 1e ronde: V van GBR Gowers/Sankey: 10-15, 15-9, 12-15 |

### Boksen
| Olympiër          | Onderdeel | Resultaat | Prestatie |
| ----------------- | --------- | --------- | --- |
| Philippe Wartelle | -54kg (m) | 9e        | 1e ronde: W van COL Pérez: 12-5 2e ronde: V van PHI Jalnaiz: scheidsrechterlijke beslissing                                           |
| Djamel Lifa       | -57kg (m) | 9e        | 1e ronde: W van PHI Balena: 20-12 2e ronde: V van GER Tews: 4-9                                                                       |
| Julien Lorcy      | -60kg (m) | 5e        | 1e ronde: W van MAR Marjouane: 11-7 2e ronde: W van JPN Dobashi: scheidsrechterlijke beslissing kwartfinale: V van GER Rudolph: 10-13 |
| Saïd Ben Najem    | -67kg (m) | 17e       | 1e ronde: V van CUB Sierra: 0-6 |
| Patrice Aouissi   | -81kg (m) | 9e        | 1e ronde: W van MEX Verde: scheidsrechterlijke beslissing 2e ronde: V van SEY Raforme: scheidsrechterlijke beslissing                 |

### Boogschieten
| Olympiër                                          | Onderdeel       | Resultaat | Prestatie |
| ------------------------------------------------- | --------------- | --------- | --- |
| Bruno Felipe                                      | individueel (m) | 17e       | plaatsingsronde: 31e met 1273 punten 1e ronde: V van EUN Shikarev: 102-103 |
| Sébastien Flute                                   | individueel (m) | Goud      | plaatsingsronde: 14e met 1301 punten 1e ronde: W van USA Johnson: 107-106 2e ronde: W van KOR Han: 106-97 kwartfinale: W van FIN Lipponen: 109-103 halve finale: W van NOR Grov: 110-107 finale: W van KOR Chung: 110-107 |
| Michael Taupin                                    | individueel (m) | 56e       | plaatsingsronde: 56e met 1232 punten |
| Bruno Felipe Sébastien Flute Michael Taupin       | team (m)        | 4e        | plaatsingsronde: 9e met 3806 punten 1e ronde: W van Italië: 235-229 kwartfinale: W van Zuid-Korea: 241-240 halve finale: V van Finland: 230-237 bronzen finale: V van Groot-Brittannië: 231-233                           |
|                                                   |                 |           | |
| Séverine Bonal                                    | individueel (v) | 9e        | plaatsingsronde: 9e met 1321 punten 1e ronde: W van PRK Li: 104-96 2e ronde: W van GBR Williamson: 108-107 kwartfinale: V van KOR Cho: 95-105                                                                             |
| Christine Gabillard                               | individueel (v) | 41e       | plaatsingsronde: 41e met 1254 punten |
| Nathalie Hibon                                    | individueel (v) | 22e       | plaatsingsronde: 23e met 1285 punten 1e ronde: V van POL Nowicka: 100-102 |
| Séverine Bonal Christine Gabillard Nathalie Hibon | team (v)        | 4e        | plaatsingsronde: 5e met 3860 punten 1e ronde: W van Indonesië: 236-235 kwartfinale: W van Verenigde Staten: 234-225 halve finale: V van Zuid-Korea: 221-246 bronzen finale: V van EUN: 222-240                            |

### Gewichtheffen
| Olympiër            | Onderdeel   | Resultaat | Prestatie                                                         |
| ------------------- | ----------- | --------- | ----------------------------------------------------------------- |
| Pascal Arnou        | -56kg (m)   | DNF       | trekken: geen geldige poging                                      |
| Laurent Fombertasse | -56kg (m)   | 4e        | trekken: 7e met 112,5 kg stoten: 4e met 147,5 kg totaal: 260 kg   |
| David Balp          | -60kg (m)   | 17e       | trekken: 11e met 120 kg stoten: 20e met 142,5 kg totaal: 262,5 kg |
| Stéphane Sageder    | -82,5kg (m) | 21e       | trekken: 21e met 140 kg stoten: 17e met 182,5 kg totaal: 332,5 kg |
| Cédric Plançon      | -90kg (m)   | 9e        | trekken: 8e met 157,5 kg stoten: 11e met 187,5 kg totaal: 345 kg  |
| Cédric Plançon      | -100kg (m)  | 4e        | trekken: 6e met 170 kg stoten: 2e met 217,5 kg totaal: 387,5 kg   |

### Gymnastiek
| Olympiër                                                                                         | Onderdeel                | Resultaat | Prestatie                                                          |
| Ritmisch                                                                                         | Ritmisch                 | Ritmisch  | Ritmisch                                                           |
| ------------------------------------------------------------------------------------------------ | ------------------------ | --------- | ------------------------------------------------------------------ |
| Céline Degrange                                                                                  | individueel (v)          | 25e       | voorronde: 25e met 35,950 punten                                   |
| Chrystelle-Arlette Sahuc                                                                         | individueel (v)          | 19e       | voorronde: 19e met 36,375 punten                                   |
| Turnen                                                                                           |                          |           |                                                                    |
| Patrice Casimir                                                                                  | individuele meerkamp (m) | 31e       | kwalificatie: 42e met 113,750 punten finale: 31e met 56,425 punten |
| Sébastien Darrigade                                                                              | individuele meerkamp (m) | 32e       | kwalificatie: 47e met 113,325 punten finale: 32e met 56,375 punten |
| Fabrice Guelzec                                                                                  | individuele meerkamp (m) | 63e       | kwalificatie: 63e met 112,600 punten                               |
|                                                                                                  |                          |           |                                                                    |
| Karine Boucher                                                                                   | individuele meerkamp (v) | 63e       | kwalificatie: 63e met 76,573 punten                                |
| Karine Charlier                                                                                  | individuele meerkamp (v) | 71e       | kwalificatie: 71e met 76,148 punten                                |
| Marie-Angéline Colson                                                                            | individuele meerkamp (v) | 35e       | kwalificatie: 36e met 77,661 punten finale: 35e met 37,774 punten  |
| Virginie Machado                                                                                 | individuele meerkamp (v) | 26e       | kwalificatie: 37e met 77,611 punten finale: 26e met 38,824 punten  |
| Chloé Maigre                                                                                     | individuele meerkamp (v) | 32e       | kwalificatie: 43e met 77,284 punten finale: 32e met 38,274 punten  |
| Jenny Rolland                                                                                    | individuele meerkamp (v) | 84e       | kwalificatie: 84e met 75,422 punten                                |
| Karine Boucher Karine Charlier Marie-Angéline Colson Virginie Machado Chloé Maigre Jenny Rolland | meerkamp team (v)        | 8e        | 386,052 punten                                                     |

### Handbal
| Olympiër | Onderdeel | Resultaat | Prestatie |
| --- | --------- | --------- | --- |
| Philippe Debureau Philippe Gardent Denis Lathoud Pascal Mahe Philippe Medard Gael Monthurel Laurent Munier Frédéric Perez Thierry Perreux Alain Portes Eric Quintin Jackson Richardson Stéphane Stoecklin Jean-Luc Thiebaut Denis Tristant Frederic Volle | mannen    | Brons     | groep B: 2e W van Spanje: 18-16 V van EUN: 22-23 W van Duitsland: 23-20 W van Roemenië: 26-20 W van Egypte: 22-19 halve finale: V van Zweden: 22-25 bronzen finale: W van IJsland: 24-20 |

| Groep B |           |             |             |             |             |            |            |            |        |
| #       | Land      | Wedstrijden | Wedstrijden | Wedstrijden | Wedstrijden | Doelpunten | Doelpunten | Doelpunten | Punten |
| #       | Land      | G           | W           | G           | V           | V          | T          | Saldo      | Punten |
| 1       | EUN       | 5           | 5           | 0           | 0           | 121        | 98         | +23        | 10     |
| 2       | Frankrijk | 5           | 4           | 0           | 1           | 111        | 98         | +13        | 8      |
| 3       | Spanje    | 5           | 3           | 0           | 2           | 97         | 98         | -1         | 6      |
| 4       | Roemenië  | 5           | 1           | 1           | 3           | 107        | 115        | -8         | 3      |
| 5       | Duitsland | 5           | 1           | 1           | 3           | 97         | 103        | -6         | 3      |
| 6       | Egypte    | 5           | 0           | 0           | 5           | 92         | 113        | -21        | 0      |

| Ronde          | Datum     | Plaats    | Land  | Score     | Land |
| -------------- | --------- | --------- | ----- | --------- | ---- |
| Groepsfase     |           |           |       |           |      |
| 27 juli        | Barcelona | Spanje    | 16-18 | Frankrijk |      |
| 29 juli        | Barcelona | Frankrijk | 22-23 | EUN       |      |
| 31 juli        | Barcelona | Duitsland | 20-23 | Frankrijk |      |
| 2 augustus     | Barcelona | Roemenië  | 20-26 | Frankrijk |      |
| 4 augustus     | Barcelona | Frankrijk | 22-19 | Egypte    |      |
| Halve finale   |           |           |       |           |      |
| 6 augustus     | Barcelona | Zweden    | 25-22 | Frankrijk |      |
| Bronzen finale |           |           |       |           |      |
| 8 augustus     | Barcelona | IJsland   | 20-24 | Frankrijk |      |

### Judo
| Olympiër           | Onderdeel | Resultaat | Prestatie |
| ------------------ | --------- | --------- | --------- |
| Philippe Pradayrol | -60kg (m) | 5e        |           |
| Benôit Campargue   | -65kg (m) | 24e       |           |
| Bruno Carabetta    | -71kg (m) | 5e        |           |
| Bertrand Damaisin  | -78kg (m) | Brons     |           |
| Pascal Tayot       | -86kg (m) | Zilver    |           |
| Stéphane Traineau  | -95kg (m) | 17e       |           |
| Bertrand Damaisin  | +95kg (m) | Brons     |           |
|                    |           |           |           |
| Cécile Nowak       | -48kg (v) | Goud      |           |
| Dominique Berna    | -52kg (v) | 16e       |           |
| Catherine Arnaud   | -56kg (v) | 7e        |           |
| Cathérine Fleury   | -61kg (v) | Goud      |           |
| Claire Lecat       | -66kg (v) | 5e        |           |
| Laetitia Meignan   | -72kg (v) | Brons     |           |
| Natalia Lupino     | +72kg (v) | Brons     |           |

### Kanovaren
| Olympiër                                                             | Onderdeel     | Resultaat | Prestatie                                                                                               |
| Slalom                                                               | Slalom        | Slalom    | Slalom                                                                                                  |
| -------------------------------------------------------------------- | ------------- | --------- | --- |
| Jacky Avril                                                          | C-1 (m)       | Brons     | 117,18                                                                                                  |
| Emmanuel Brugvin                                                     | C-1 (m)       | 7e        | 119,19                                                                                                  |
| Frank Adisson Wilfrid Forgues                                        | C-2 (m)       | Brons     | 124,38                                                                                                  |
| Thierry Saïdi Emmanuel del Rey                                       | C-2 (m)       | 8e        | 132,29                                                                                                  |
| Éric Biau Bertrand Daille                                            | C-2 (m)       | 11e       | 133,83                                                                                                  |
| Laurent Brissaud                                                     | K-1 (m)       | 5e        | 109,37                                                                                                  |
| Sylvain Curinier                                                     | K-1 (m)       | Zilver    | 107,06                                                                                                  |
| Vincent Fondeviole                                                   | K-1 (m)       | 14e       | 112,69                                                                                                  |
|                                                                      |               |           | |
| Marianne Agulhon                                                     | K-1 (v)       | 5e        | 132,89                                                                                                  |
| Anne Boixel                                                          | K-1 (v)       | 11e       | 140,81                                                                                                  |
| Myriam Fox-Jerusalmi                                                 | K-1 (v)       | 21e       | 150,76                                                                                                  |
| Vlakwater                                                            |               |           | |
| Pascal Sylvoz                                                        | C-1 500m (m)  | 7e        | serie 1: 4e in 1.54,60 herkansingen: 1e in 1.55,72 halve finale 1: 4e in 1.54,38 finale: 7e in 1.55,967 |
| Pascal Sylvoz                                                        | C-1 1000m (m) | 5e        | serie 1: 2e in 4.03,39 halve finale 2: 1e in 4.06,83 finale: 5e in 4.09,82                              |
| Didier Hoyer Olivier Boivin                                          | C-2 500m (m)  | 6e        | serie 1: 3e in 1.44,46 halve finale 2: 1e in 1.42,09 finale: 6e in 1.43,04                              |
| Didier Hoyer Olivier Boivin                                          | C-2 1000m (m) | Brons     | serie 2: 2e in 3.35,82 finale: 3e in 3.39,51                                                            |
| Olivier Lasak Philippe Aubertin                                      | K-2 500m (m)  | 17e       | serie 1: 8e in 1.49,42 herkansingen: 3e in 1.32,51 halve finale 1: 9e in 1.33,20                        |
| Philippe Boccara Pascal Boucherit                                    | K-2 1000m (m) | 10e       | serie 3: 5e in 3.26,81 herkansingen: 3e in 3.18,13 halve finale 1: 5e in 3.21,02                        |
| Pierre Lubac Jean-François Briand Sebastien Mayer Patrick Lancerreau | K-4 1000m (m) | 10e       | serie 2: 5e in 3.02,60 halve finale 1: 6e in 2.58,98                                                    |
|                                                                      |               |           | |
| Sabine Goetschy                                                      | K-1 500m (v)  | 6e        | serie 2: 3e in 1.57,68 halve finale 2: 3e in 1.51,98 finale: 6e in 1.53,53                              |
| Sabine Goetschy Bernadette Brégeon                                   | K-2 500m (v)  | 10e       | serie 3: 3e in 1.47,66 halve finale 1: 6e in 1.43,61                                                    |
| Françoise Lasak Bernadette Brégeon Isabelle Boulogne Anne Michaut    | K-4 500m (v)  | 14e       | serie 1: 5e in 1.39,27 halve finale 2: 5e in 1.41,83                                                    |

### Moderne vijfkamp
| Olympiër                                       | Onderdeel   | Resultaat | Prestatie    |
| ---------------------------------------------- | ----------- | --------- | ------------ |
| Joël Bouzou                                    | individueel | 17e       | 5216 punten  |
| Sébastien Deleigne                             | individueel | 11e       | 5251 punten  |
| Christophe Ruer                                | individueel | 41e       | 4974 punten  |
| Joël Bouzou Sébastien Deleigne Christophe Ruer | team        | 7e        | 15441 punten |

### Paardensport
| Olympiër                                                                 | Onderdeel   | Resultaat | Prestatie                                                             |
| Dressuur                                                                 | Dressuur    | Dressuur  | Dressuur                                                              |
| ------------------------------------------------------------------------ | ----------- | --------- | --------------------------------------------------------------------- |
| Serge Cornut                                                             | individueel | 37e       | Grand Prix: 37e met 1444 punten                                       |
| Dominique d'Esmé                                                         | individueel | 42e       | Grand Prix: 42e met 1427 punten                                       |
| Catherine Durand                                                         | individueel | 25e       | Grand Prix: 25e met 1498 punten                                       |
| Margit Otto-Crépin                                                       | individueel | 19e       | Grand Prix: 19e met 1521 punten                                       |
| Serge Cornut Dominique d'Esmé Catherine Durand Margit Otto-Crépin        | team        | 8e        | 4491 punten                                                           |
| Eventing                                                                 |             |           |                                                                       |
| Jean-Jacques Boisson                                                     | individueel | 61e       | 335 strafpunten                                                       |
| Michel Bouquet                                                           | individueel | 28e       | 145,20 strafpunten                                                    |
| Marie-Christine Duroy                                                    | individueel | 12e       | 109,85 strafpunten                                                    |
| Didier Seguret                                                           | individueel | DNF       | niet gefinisht                                                        |
| Jean-Jacques Boisson Michel Bouquet Marie-Christine Duroy Didier Seguret | team        | 14e       | 590,05 strafpunten                                                    |
| Springconcours                                                           |             |           |                                                                       |
| Hubert Bourdy                                                            | individueel | DNF       | kwalificatie: 4e met 214,50 punten finale: niet gefinisht             |
| Hervé Godignon                                                           | individueel | 4e        | kwalificatie: 35e met 146,50 punten finale: 4e met 6,25 strafpunten   |
| Eric Navet                                                               | individueel | 11e       | kwalificatie: 12e met 182,00 punten finale: 11e met 16,50 strafpunten |
| Michel Robert                                                            | individueel | 45e       | kwalificatie: 14e met 179,50 punten                                   |
| Hubert Bourdy Hervé Godignon Eric Navet Michel Robert                    | team        | Brons     | 24,75 strafpunten                                                     |

### Roeien
| Olympiër                                                                              | Onderdeel       | Resultaat | Prestatie                                                                                                |
| ------------------------------------------------------------------------------------- | --------------- | --------- | --- |
| Michel Andrieux Jean-Christophe Rolland                                               | twee-zonder (m) | 4e        | serie 2: 2e in 6.39,95 herkansingen: 1e in 6.43,83 halve finale 2: 1e in 6.33,88 finale: 4e in 6.36,34   |
| Patrick Berthou Laurent Lacasa Emmanuel Bunoz                                         | twee-met (m)    | 6e        | serie 1: 2e in 7.03,77 herkansingen: 2e in 7.08,63 halve finale 1: 3e in 6.53,96 finale: 6e in 7.03,01   |
| Fiorenzo Di Giovanni Fabrice LeClerc Yves Lamarque Samuel Barathay                    | dubbel-vier (m) | 6e        | serie 2: 1e in 5.47,80 halve finale 1: 3e in 5.48,72 finale: 6e in 5.54,80                               |
| Jean-Pierre Le Lain Patrick Vibert-Vichet Bruno Dumay Dominique Lecointe              | vier-zonder (m) | 12e       | serie 1: 4e in 6.15,23 herkansingen: 3e in 6.13,37 halve finale 2: 6e in 6.12,57 finale B: 6e in 6.17,69 |
| Yannick Schulte Philippe Lot Daniel Fauché Jean-Paul Vergne Jean-Pierre Huguet-Balent | vier-met (m)    | 5e        | serie 2: 4e in 6.26,51 herkansingen: 2e in 6.18,77 finale: 5e in 6.06,82                                 |
|                                                                                       |                 |           | |
| Corinne Le Moal                                                                       | skiff (v)       | 6e        | serie 2: 2e in 7.50,96 halve finale 1: 3e in 7.39,78 finale: 6e in 7.41,85                               |
| Christine Gossé Isabelle Danjou                                                       | twee-zonder (v) | 4e        | serie 2: 1e in 7.43,29 halve finale 1: 2e in 7.12,35 finale: 4e in 7.08,70                               |
| Frédérique Heligon Chantal Lafon Christine Dubosquelle-Jullien Hélène Cortin          | vier-zonder (v) | 7e        | serie 2: 2e in 6.50,95 herkansingen: 3e in 6.50,23 finale B: 1e in 6.45,16                               |

### Schermen
| Olympiër                                                                                       | Onderdeel       | Resultaat | Prestatie |
| ---------------------------------------------------------------------------------------------- | --------------- | --------- | --- |
| Jean-Michel Henry                                                                              | degen (m)       | Brons     | 1e ronde groep 8: 1e met 5 overwinningen finale: 3e                                                                                       |
| Olivier Lenglet                                                                                | degen (m)       | 17e       | 1e ronde groep 6: 2e met 4 overwinningen finale: 17e                                                                                      |
| Éric Srecki                                                                                    | degen (m)       | Goud      | 1e ronde groep 2: 1e met 5 overwinningen finale: 1e                                                                                       |
| Éric Srecki Jean-Michel Henry Olivier Lenglet Jean-François Di Martino Robert Leroux           | degen team (m)  | 4e        | 1e ronde groep 1: 1e met 3 overwinningen kwartfinale: W van Spanje: 8-2 halve finale: V van Hongarije: 3-9 bronzen finale: V van EUN: 8-8 |
| Patrick Groc                                                                                   | floret (m)      | 22e       | 1e ronde groep 5: 2e met 3 overwinningen finale: 22e                                                                                      |
| Patrice Lhôtellier                                                                             | floret (m)      | 34e       | 1e ronde groep 9: 2e met 3 overwinningen finale: 34e                                                                                      |
| Philippe Omnès                                                                                 | floret (m)      | Goud      | 1e ronde groep 7: 2e met 5 overwinningen finale: 1e                                                                                       |
| Patrick Groc Youssef Hocine Olivier Lambert Patrice Lhôtellier Philippe Omnès                  | floret team (m) | 5e        | 1e ronde groep 3: 2e met 3 overwinningen kwartfinale: V van Duitsland: 5-9                                                                |
| Jean-Philippe Daurelle                                                                         | sabel (m)       | 9e        | 1e ronde groep 5: 2e met 3 overwinningen finale: 9e                                                                                       |
| Franck Ducheix                                                                                 | sabel (m)       | 18e       | 1e ronde groep 7: 2e met 4 overwinningen finale: 18e                                                                                      |
| Jean-François Lamour                                                                           | sabel (m)       | Brons     | 1e ronde groep 1: 2e met 4 overwinningen finale: 3e                                                                                       |
| Jean-Philippe Daurelle Franck Ducheix Hervé Granger-Veyron Pierre Guichot Jean-François Lamour | sabel team (m)  | Brons     | 1e ronde groep 2: 1e met 2 overwinningen finale: 3e                                                                                       |
|                                                                                                |                 |           | |
| Gisèle Meygret                                                                                 | floret (v)      | 24e       | 1e ronde groep 1: 5e met 3 overwinningen finale: 24e                                                                                      |
| Laurence Modaine-Cessac                                                                        | floret (v)      | 4e        | 1e ronde groep 6: 5e met 3 overwinningen finale: 4e                                                                                       |
| Isabelle Spennato                                                                              | floret (v)      | 22e       | 1e ronde groep 2: 3e met 4 overwinningen finale: 22e                                                                                      |
| Camille Couzi Gisèle Meygret Laurence Modaine-Cessac Julie-Anne Gross Isabelle Spennato        | floret team (v) | 5e        | 1e ronde groep 4: 2e met 1 overwinning finale: 5e                                                                                         |

### Schietsport
| Olympiër           | Onderdeel                  | Resultaat | Prestatie                                                                             |
| ------------------ | -------------------------- | --------- | ------------------------------------------------------------------------------------- |
| Jean-Pierre Amat   | 10m luchtgeweer (m)        | 4e        | kwalificatie: 7e met 590 punten (99-100-98-97-98-98) finale: 4e met 691,6 punten      |
| Franck Badiou      | 10m luchtgeweer (m)        | Zilver    | kwalificatie: 3e met 591 punten (100-97-100-97-98-99) finale: 2e met 691,9 punten     |
| Jean-Pierre Amat   | 50m geweer 3 houdingen (m) | 16e       | kwalificatie: 16e met 1159 punten (395-376-388)                                       |
| Michel Bury        | 50m geweer 3 houdingen (m) | 21e       | kwalificatie: 21e met 1155 punten (396-371-388)                                       |
| Jean-Pierre Amat   | 50m geweer liggend (m)     | 26e       | kwalificatie: 26e met 592 punten (100-98-99-99-98-98)                                 |
| Michel Bury        | 50m geweer liggend (m)     | 5e        | kwalificatie: 6e met 597 punten (99-100-100-99-99-100) finale: 5e met 700,0 punten    |
| Philippe Cola      | 50m pistool (m)            | 25e       | kwalificatie: 25e met 552 punten (93-91-96-93-89-90)                                  |
| Franck Dumoulin    | 50m pistool (m)            | 36e       | kwalificatie: 36e met 544 punten (86-88-92-93-98-87)                                  |
| Christian Kezel    | 25m snelvuurpistool (m)    | 16e       | kwalificatie: 16e met 582 punten (291-291)                                            |
| Philippe Cola      | 10m luchtpistool (m)       | 211e      | kwalificatie: 11e met 579 punten (96-96-99-97-98-93)                                  |
| Franck Dumoulin    | 10m luchtpistool (m)       | 22e       | kwalificatie: 22e met 575 punten (98-94-94-93-98-98)                                  |
| Jean-Luc Tricoire  | 10m bewegend doel (m)      | 24e       | kwalificatie: 24e met 512 punten (254-258)                                            |
|                    |                            |           |                                                                                       |
| Christine Bontemps | 10m luchtgeweer (v)        | 17e       | kwalificatie: 17e met 389 punten (96-97-99-97)                                        |
| Annette Sattel     | 10m luchtgeweer (v)        | 34e       | kwalificatie: 34e met 384 punten (92-97-97-98)                                        |
| Dominique Esnault  | 50m geweer 3 houdingen (v) | 30e       | kwalificatie: 30e met 567 punten (198-180-189)                                        |
| Isabelle Heberle   | 50m geweer 3 houdingen (v) | 32e       | kwalificatie: 32e met 566 punten (196-178-192)                                        |
| Evelyne Manchon    | 25m pistool (v)            | 9e        | kwalificatie: 9e met 577 punten (290-287)                                             |
| Corine Serra-Tosio | 25m pistool (v)            | 33e       | kwalificatie: 33e met 568 punten (288-280)                                            |
| Evelyne Manchon    | 10m luchtpistool (v)       | 9e        | kwalificatie: 24e met 375 punten (94-93-95-93)                                        |
| Corine Serra-Tosio | 10m luchtpistool (v)       | 33e       | kwalificatie: 21e met 376 punten (91-95-98-92)                                        |
|                    |                            |           |                                                                                       |
| Claude Cuy y Mola  | skeet                      | 42e       | kwalificatie: 42e met 143 punten (24-23-24-24-24-24)                                  |
| Stéphane Tyssier   | skeet                      | 34e       | kwalificatie: 33e met 144 punten (25-24-24-23-24-24)                                  |
| Jean-Paul Gros     | trap                       | 16e       | kwalificatie: 12e met 145 punten (25-24-24-24-24-24) halve finale: 16e met 191 punten |
| Muriel Bernard     | trap                       | 21e       | kwalificatie: 21e met 143 punten (25-22-25-24-23-24) halve finale: 21e met 188 punten |

### Schoonspringen
| Olympiër          | Onderdeel     | Resultaat | Prestatie                        |
| ----------------- | ------------- | --------- | -------------------------------- |
| Philippe Duvernay | 3m plank (m)  | 29e       | voorronde: 29e met 310,14 punten |
| Frédéric Pierre   | 10m toren (m) | 19e       | voorronde: 19e met 329,01 punten |

### Synchroonzwemmen
| Olympiër                         | Onderdeel | Resultaat | Prestatie                                                         |
| -------------------------------- | --------- | --------- | ----------------------------------------------------------------- |
| Anne Capron                      | solo      | 5e        | kwalificatie: 5e met 181,489 punten finale: 5e met 182,449 punten |
| Marianne Aeschbacher Anne Capron | duet      | 5e        | kwalificatie: 5e met 181,395 punten finale: 5e met 181,795 punten |

### Tafeltennis
| Olympiër                                | Onderdeel      | Resultaat | Prestatie |
| --------------------------------------- | -------------- | --------- | --- |
| Jean-Philippe Gatien                    | enkelspel (m)  | Zilver    | groep A: 1e W van Onafhankelijk deelnemer Kalinic: 2-0 W van NGR Musa: 2-0 W van NZL Bower: 2-0 2e ronde: W van KOR Yoo: 3-2 (22-24, 25-23, 21-19, 17-21, 21-19) kwartfinale: W van AUT Yi: 3-2 (21-13, 20-22, 18-21, 21-18, 21-5) halve finale: W van CHN Ma: 3-2 (20-22, 22-20, 21-16, 12-21, 21-13) finale: V van SWE Waldner: 0-3 (10-21, 18-21, 23-25) |
| Nicolas Chatelain                       | enkelspel (m)  | 33e       | groep C: 3e V van SWE Persson: 1-2 V van GBR Syed: 0-2 W van EGY Helmy: 2-0 |
| Nicolas Chatelain Patrick Chila         | dubbelspel (m) | 17e       | groep C: 3e V van GER Fetzner/Roßkopf: 0-2 V van JPN Matsushita/Shibutani: 0-2 W van CHI Morales/Nunez: 2-0 |
| Damien Éloi Jean-Philippe Gatien        | dubbelspel (m) | 5e        | groep H: 1e W van POL Grubba/Kucharski: 2-1 W van NGR Musa/Olaleye: 2-0 W van NZL Bower/Jackson: 2-0 kwartfinale: V van CHN Lü/Wang: 1-3 (14-21, 21-18, 13-21, 20-22) |
|                                         |                |           | |
| Xiaoming Wang-Dréchou                   | enkelspel (v)  | 17e       | groep M: 2e V van PRK Kim: 1-2 W van HKG Chan: 2-0 W van ESP Godes: 2-0 |
| Emmanuelle Coubat Xiaoming Wang-Dréchou | dubbelspel (v) | 9e        | 1e ronde groep E: 2e V van HKG Po Wa/Tan Lui : 0-2 W van ARG Gabaglio/Kim: 2-0 W van USA Gee/Hugh: 2-0 |

### Tennis
| Olympiër                            | Onderdeel      | Resultaat | Prestatie |
| ----------------------------------- | -------------- | --------- | --- |
| Guy Forget                          | enkelspel (m)  | 17e       | 1e ronde: W van ITA Caratti: 6-3, 6-4, 6-2 2e ronde: V van SWE Larsson: 3-6, 3-6, 1-6 |
| Fabrice Santoro                     | enkelspel (m)  | 5e        | 1e ronde: W van ARG Miniussi: 6-1, 7-6(4), 6-4 2e ronde: W van ARG Frana: 4-6, 6-2, 6-1, 6-1 3e ronde: W van GER Becker: 6-1, 3-6, 6-1, 6-3 kwartfinale: V van CRO Ivanisevic: 7-6(5), 7-6(1), 4-6, 4-6, 6-8 |
| Henri Leconte                       | enkelspel (m)  | 17e       | 1e ronde: W van AUT Muster: 7-6(5), 7-6(9), 6-4 2e ronde: V van ITA Lavalle: 4-6, 6-3, 6-4, 3-6, 8-10 |
| Guy Forget Henri Leconte            | dubbelspel (m) | 9e        | 1e ronde: W van POR Couto/Mota: 6-1, 6-3, 6-1 2e ronde: V van ARG Miniussi/Frana: 6-4, 7-6(3), 4-6, 4-6, 3-6                                                                                                 |
|                                     |                |           | |
| Julie Halard-Decugis                | enkelspel (v)  | 17e       | 1e ronde: W van POL Nowak: 6-4, 7-6(1) 2e ronde: V van NED Muns-Jagerman: 6-7(3), 6-7(5) |
| Mary Pierce                         | enkelspel (v)  | 17e       | 1e ronde: W van EUN Meschi: 7-6(6), 7-5 2e ronde: V van INA Basuki: 6-0, 3-6, 8-10 |
| Nathalie Tauziat                    | enkelspel (v)  | 17e       | 1e ronde: W van TCH Zrubáková: 6-3, 6-2 2e ronde: V van GER Rittner: 3-6, 2-6 |
| Isabelle Demongeot Nathalie Tauziat | dubbelspel (v) | 5e        | 1e ronde: W van PAR de los Rios/Schaerer: 6-1, 7-6(3) 2e ronde: W van CAN Hy-Boulais/Simpson: 3-6, 6-3, 6-2 kwartfinale: V van ESP Martinez/Vicario: 2-6, 4-6                                                |

### Volleybal
| Olympiër | Onderdeel | Resultaat | Prestatie |
| --- | --------- | --------- | --- |
| Rivo Andriamamonjy Eric Bouvier Laurent Chambertin Arnaud Josserand Olivier Lecat Luc Marquet Christophe Meneau David Romann Olivier Rossard Philippe Salvan Laurent Tillie Eric Wolfer | zaal (m)  | 11e       | groep A: 6e V van Italië: 1-3 (15-9, 5-15, 8-15, 2-15) W van Japan: 3-2 (15-8, 9-15, 15-11, 10-15, 15-9) V van Canada: 0-3 (7-15, 8-15, 6-15) V van Verenigde Staten: 0-3 (5-15, 12-15, 8-15) V van Spanje: 2-3 (15-10, 15-11, 9-15, 9-15, 12-15) 11-12e plek: W van Algerije: 3-0 (15-4, 15-9, 15-9) |

| Groep A |                  |             |             |             |             |             |             |        |        |        |        |
| #       | Land             | Wedstrijden | Wedstrijden | Wedstrijden | Wedstrijden | Wedstrijden | Wedstrijden | Punten | Punten | Punten | Punten |
| #       | Land             | G           | W           | V           | SW          | SV          | SR          | SPW    | SPL    | Saldo  | Punten |
| 1       | Italië           | 5           | 4           | 1           | 13          | 5           | +8          | 253    | 192    | +61    | 8      |
| 2       | Verenigde Staten | 5           | 4           | 1           | 13          | 8           | +5          | 287    | 257    | +30    | 9      |
| 3       | Spanje           | 5           | 3           | 2           | 11          | 12          | -1          | 283    | 299    | -16    | 8      |
| 4       | Japan            | 5           | 2           | 3           | 10          | 12          | -2          | 277    | 291    | -14    | 7      |
| 5       | Canada           | 5           | 1           | 4           | 10          | 12          | -2          | 286    | 279    | +7     | 6      |
| 6       | Frankrijk        | 5           | 1           | 4           | 6           | 14          | -8          | 200    | 268    | -68    | 6      |

| Ronde       | Datum     | Plaats           | Land | Score     | Land |
| ----------- | --------- | ---------------- | ---- | --------- | ---- |
| Groepsfase  |           |                  |      |           |      |
| 26 juli     | Barcelona | Italië           | 3-1  | Frankrijk |      |
| 28 juli     | Barcelona | Frankrijk        | 3-2  | Japan     |      |
| 30 juli     | Barcelona | Canada           | 3-0  | Frankrijk |      |
| 1 augustus  | Barcelona | Verenigde Staten | 3-0  | Frankrijk |      |
| 3 augustus  | Barcelona | Spanje           | 3-2  | Frankrijk |      |
| 11-12e plek |           |                  |      |           |      |
| 5 augustus  | Barcelona | Frankrijk        | 3-0  | Algerije  |      |

### Waterpolo
| Olympiër | Onderdeel | Resultaat | Prestatie |
| --- | --------- | --------- | --- |
| Thierry Alimondo Pierre Garsau Nicolas Jeleff François Besson Emmanuel Charlot Vincent De Nardi Emmanuel Ducher Christophe Gautier Christian Grimaldi Pascal Lousteanu Gilles Madelenat Jean-Marie Olivon Patrice Tillie | mannen    | 11e       | groep A: 5e G van Duitsland: 7-7 V van Australië: 5-9 V van Verenigde Staten: 7-11 W van Tsjechië: 14-6 V van Gezamenlijk team: 5-9 groep 9-12e plek: 3e V van Griekenland: 6-10 V van Nederland: 8-15 |

| Groep A |                  |             |             |             |             |        |        |        |        |
| #       | Land             | Wedstrijden | Wedstrijden | Wedstrijden | Wedstrijden | Punten | Punten | Punten | Punten |
| #       | Land             | G           | W           | G           | V           | V      | T      | Saldo  | Punten |
| 1       | Gezamenlijk team | 5           | 5           | 0           | 0           | 50     | 32     | +18    | 10     |
| 2       | Verenigde Staten | 5           | 4           | 0           | 1           | 40     | 24     | +16    | 8      |
| 3       | Australië        | 5           | 2           | 1           | 2           | 44     | 41     | +3     | 5      |
| 4       | Duitsland        | 5           | 2           | 0           | 3           | 38     | 41     | -3     | 4      |
| 5       | Frankrijk        | 5           | 1           | 1           | 3           | 38     | 42     | -4     | 3      |
| 6       | Tsjechië         | 5           | 0           | 0           | 5           | 33     | 63     | -30    | 0      |

| Ronde      | Datum     | Plaats           | Land | Score            | Land |
| ---------- | --------- | ---------------- | ---- | ---------------- | ---- |
| Groepsfase |           |                  |      |                  |      |
| 1 augustus | Barcelona | Duitsland        | 7-7  | Frankrijk        |      |
| 2 augustus | Barcelona | Frankrijk        | 5-9  | Australië        |      |
| 3 augustus | Barcelona | Verenigde Staten | 11-7 | Frankrijk        |      |
| 5 augustus | Barcelona | Tsjechië         | 6-14 | Frankrijk        |      |
| 6 augustus | Barcelona | Frankrijk        | 5-9  | Gezamenlijk team |      |

| Groep 9-12e plaats |             |             |             |             |             |        |        |        |        |
| #                  | Land        | Wedstrijden | Wedstrijden | Wedstrijden | Wedstrijden | Punten | Punten | Punten | Punten |
| #                  | Land        | G           | W           | G           | V           | V      | T      | Saldo  | Punten |
| 1                  | Nederland   | 3           | 2           | 1           | 0           | 28     | 20     | +8     | 5      |
| 2                  | Frankrijk   | 3           | 2           | 1           | 0           | 24     | 18     | +6     | 5      |
| 3                  | Griekenland | 3           | 1           | 0           | 2           | 28     | 31     | -3     | 2      |
| 4                  | Tsjechië    | 3           | 0           | 0           | 3           | 22     | 33     | -11    | 0      |

| Ronde      | Datum     | Plaats    | Land | Score       | Land |
| ---------- | --------- | --------- | ---- | ----------- | ---- |
| Groepsfase |           |           |      |             |      |
| 8 augustus | Barcelona | Frankrijk | 6-10 | Griekenland |      |
| 9 augustus | Barcelona | Frankrijk | 8-15 | Nederland   |      |

### Wielersport
| Olympiër                                                               | Onderdeel                     | Resultaat | Prestatie |
| Baan                                                                   | Baan                          | Baan      | Baan |
| ---------------------------------------------------------------------- | ----------------------------- | --------- | --- |
| Frédéric Magné                                                         | sprint (m)                    | 9e        | kwalificatie: 7e in 10,617 2e ronde: 1e in 11,230 3e ronde: 2e 3e ronde herkansingen: V van USA Carpenter                                                      |
| Frédéric Lancien                                                       | tijdrit (m)                   | 6e        | 1.05,157 |
| Éric Magnin                                                            | puntenkoers (m)               | 6e        | serie 1: 3e met 30 punten finale: 6e met 24 punten |
| Philippe Ermenault                                                     | individuele achtervolging (m) | 5e        | kwalificatie: 5e in 4.33,892 kwartfinale: V van NZL Anderson: 4.28,838                                                                                         |
| Hervé Dagorné Philippe Ermenault Daniel Pandèle Pascal Potié           | ploegenachtervolging (m)      | 11e       | kwalificatie: 11e in 4.23,924 |
|                                                                        |                               |           | |
| Félicia Ballanger                                                      | sprint (v)                    | 4e        | kwalificatie: 2e in 11,508 1e ronde: 1e in 12,615 kwartfinale: W van CHN Wang: 2-0 halve finale: V van EST Salumaë: 0-2 bronzen finale: V van NED Haringa: 0-2 |
| Jeannie Longo                                                          | individuele achtervolging (v) | 5e        | kwalificatie: 6e in 3.46,935 kwartfinale: V van USA Twigg: 3.46,547                                                                                            |
| Weg                                                                    |                               |           | |
| Sylvain Bolay                                                          | wegwedstrijd (m)              | 7e        | 4:35.56 |
| Pascal Hervé                                                           | wegwedstrijd (m)              | 48e       | 4:35.56 |
| Emmanuel Magnien                                                       | wegwedstrijd (m)              | DNF       | niet gefinisht |
| Hervé Boussard Didier Faivre-Pierret Philippe Gaumont Jean-Louis Harel | ploegentijdrit (m)            | Brons     | 2:05.25 |
|                                                                        |                               |           | |
| Marion Clignet                                                         | wegwedstrijd (v)              | 33e       | 2:05.13 |
| Jeannie Longo-Ciprelli                                                 | wegwedstrijd (v)              | Zilver    | 2:05.02 |
| Catherine Marsal                                                       | wegwedstrijd (v)              | 21e       | 2:05.03 |

### Worstelen
| Olympiër         | Onderdeel   | Resultaat   | Prestatie |
| Vrije stijl      | Vrije stijl | Vrije stijl | Vrije stijl |
| ---------------- | ----------- | ----------- | --- |
| Thierry Bourdin  | -52kg (m)   | 15e         | groep B: 8e V van CUB Levya: 1-4 V van JPN Sato: 3-7 |
| Gérard Sartoro   | -68kg (m)   | 9e          | groep B: 5e W van AUS Brown: 4-3 W van SYR Al-Osta: 1-0 V van BUL Getsov: 2-9 V van IRI Akbarnejad: 1-2 9-10e plek: W van HUN Elekes                                        |
| Alcide Legrand   | -82kg (m)   | 13e         | groep A: 7e V van TCH Lohyňa: 0-6 W van BRA Neves: 15-0 V van ROU Ghiţă |
| Grieks-Romeins   |             |             | |
| Serge Robert     | -52kg (m)   | 13e         | groep A: 7e V van FIN Kamesaki: 1-2 V van ROU Rebegea: 1-2 |
| Patrice Mourier  | -57kg (m)   | 11e         | groep A: 6e W van USA Hall: 2-0 W van BUL Dimitrov: 4-1 V van CUB Lara: 1-2 V van GER Yildiz: 0-6                                                                           |
| Ghani Yalouz     | -68kg (m)   | 5e          | groep B: 3e W van Onafhankelijk deelnemer Sabo: 4-2 W van ROU Carare: 3-2 W van BUL Stoyanov: 3-2 V van HUN Repka: 0-6 V van USA Smith: 5-7 5-6e plek: W van IRI Chamangoli |
| Yvon Riemer      | -74kg (m)   | 5e          | groep B: 3e W van CHN Wei: 8-0 W van GRE Triantafyllidis: 8-0 V van CUB Almanza: 0-2 W van CAN Kasap: 13-0 V van EUN Iskandaryan: 1-7 5-6e plek: W van AUT Marchl: 12-0     |
| Martial Mischler | -82kg (m)   | 11e         | groep B: 6e W van GRE Pappas: 2-0 V van USA Henderson: 2-7 V van SWE Fredriksson: 0-2                                                                                       |
| Henri Meiss      | -90kg (m)   | 15e         | groep A: 8e W van Onafhankelijk deelnemer Ivošević: 1-0 V van GRE Konstantinidis: 1-6 V van USA Foy: 0-9                                                                    |

### Zeilen
| Olympiër                               | Onderdeel         | Resultaat | Prestatie                             |
| -------------------------------------- | ----------------- | --------- | ------------------------------------- |
| Franck David                           | Lechner A-390 (m) | Goud      | 70,7 punten: (8-3-12-1-4-4-2-8-17-1)  |
| Xavier Rohart                          | finn (m)          | 7e        | 75,0 punten: (5-5-13-4-5-12-13)       |
| Maxime Paul Dimitri Deruelle           | 470 (m)           | 25e       | 148,0 punten: (19-13-22-25-26-24-9)   |
|                                        |                   |           |                                       |
| Maud Herbert                           | Lechner A-390 (v) | 4e        | 78,0 punten: (9-1-5-5-12-1-5-9-1-PMS) |
| Annabel Chaulvin                       | europe (v)        | 13e       | 100,7 punten: (17-13-16-10-17-9-3)    |
| Florence Le Brun Odile Barre           | 470 (v)           | 6e        | 65,7 punten: (1-11-9-3-9-7-2)         |
|                                        |                   |           |                                       |
| Thierry Berger Vincent Berger          | flying dutchman   | 10e       | 97,0 punten: (4-9-15-DNF-19-12-5)     |
| Yves Loday Nicolas Hénard              | tornado           | Goud      | 40,4 punten: (7-1-3-3-10-7-2)         |
| Patrick Haegeli Yannick Adde           | star              | 18e       | 116,0 punten: (7-1-3-3-10-7-2)        |
| Marc Bouet Fabrice Levet Alain Pointet | soling            | 15e       | 88,0 punten: (12-11-14-14-15-7)       |

### Zwemmen
| Olympiër                                                           | Onderdeel             | Resultaat | Prestatie                                         |
| ------------------------------------------------------------------ | --------------------- | --------- | ------------------------------------------------- |
| Stéphan Caron                                                      | 50m vrije slag (m)    | 17e       | serie 8: 4e in 23,01                              |
| Christophe Kalfayan                                                | 50m vrije slag (m)    | 4e        | serie 9: 3e in 22,70 finale: 4e in 22,50          |
| Stéphan Caron                                                      | 100m vrije slag (m)   | Brons     | serie 9: 1e in 49,82 finale: 3e in 49,50          |
| Christophe Kalfayan                                                | 100m vrije slag (m)   | 11e       | serie 9: 5e in 50,30 finale B: 3e in 50,49        |
| Yann de Fabrique                                                   | 400m vrije slag (m)   | 14e       | serie 3: 1e in 3.55,66 finale B: 6e in 3.54,37    |
| Christophe Marchand                                                | 400m vrije slag (m)   | 1e        | serie 4: 5e in 3.54,59 finale B: 5e in 3.53,24    |
| Christophe Marchand                                                | 1500m vrije slag (m)  | 14e       | serie 4: 5e in 15.30,51                           |
| David Holderbach                                                   | 100m rugslag (m)      | 36e       | serie 3: 5e in 58,25                              |
| Franck Schott                                                      | 100m rugslag (m)      | 6e        | serie 7: 2e in 55,84 finale: 6e in 55,72          |
| David Holderbach                                                   | 200m rugslag (m)      | 22e       | serie 6: 5e in 2.03,22                            |
| Christophe Bourdon                                                 | 100m schoolslag (m)   | 31e       | serie 7: 7e in 1.04,43                            |
| Stéphane Vossart                                                   | 100m schoolslag (m)   | 10e       | serie 7: 5e in 1.02,81 finale B: 2e in 1.02,39    |
| Christophe Bourdon                                                 | 200m schoolslag (m)   | 21e       | serie 7: 7e in 2.17,68                            |
| Stéphane Vossart                                                   | 200m schoolslag (m)   | 10e       | serie 7: 4e in 2.15,11 finale B: 2e in 2.15,52    |
| Franck Esposito                                                    | 100m vlinderslag (m)  | 22e       | serie 9: 5e in 55,26                              |
| Bruno Gutzeit                                                      | 100m vlinderslag (m)  | 11e       | serie 7: 3e in 54,35 finale B: 3e in 54,80        |
| Christophe Bordeau                                                 | 200m vlinderslag (m)  | 25e       | serie 6: 8e in 2.01,99                            |
| Franck Esposito                                                    | 200m vlinderslag (m)  | Brons     | serie 5: 2e in 1.58,75 finale: 3e in 1.58,51      |
| Frédéric Lefevre                                                   | 200m wisselslag (m)   | 12e       | serie 7: 4e in 2.03,82 finale B: 4e in 2.04,05    |
| Stéphan Caron Frédéric Lefèvre Ludovic Dépickère Bruno Gutzeit     | 4x100m vrije slag (m) | 4e        | serie 3: 2e in 3.22,01 finale: 4e in 3.19,16 (NR) |
| Christophe Bordeau Lionel Poirot Franck Horter Yann de Fabrique    | 4x200m vrije slag (m) | 10e       | serie 2: 3e in 7.26,22                            |
| Franck Schott Stéphane Vossart Franck Esposito Christophe Kalfayan | 4x100m wisselslag (m) | 5e        | serie 2: 2e in 3.43,13 finale: 5e in 3.40,51 (NR) |
|                                                                    |                       |           |                                                   |
| Julie Blaise                                                       | 50m vrije slag (v)    | 17e       | serie 6: 6e in 26,48                              |
| Catherine Plewinski                                                | 50m vrije slag (v)    | 4e        | serie 5: 2e in 25,78 finale: 4e in 25,36 (NR)     |
| Catherine Plewinski                                                | 100m vrije slag (v)   | 17e       | serie 6: 3e in 55,44 finale: 5e in 55,72          |
| Catherine Plewinski                                                | 200m vrije slag (v)   | 4e        | serie 4: 3e in 2.00,67 finale: 4e in 1.59,88 (NR) |
| Céline Bonnet                                                      | 100m rugslag (v)      | 32e       | serie 2: 3e in 1.05,75                            |
| Diane Lacombe                                                      | 100m rugslag (v)      | 38e       | serie 2: 6e in 1.06,31                            |
| Audrey Guérit                                                      | 100m schoolslag (v)   | 30e       | serie 3: 4e in 1.13,98                            |
| Audrey Guérit                                                      | 200m schoolslag (v)   | 11e       | serie 4: 4e in 2.32,33 finale B: 3e in 2.32,10    |
| Jacqueline Delord                                                  | 100m vlinderslag (v)  | 16e       | serie 6: 6e in 1.01,78 finale B: 8e in 1.03,22    |
| Catherine Plewinski                                                | 100m vlinderslag (v)  | Brons     | serie 5: 2e in 1.00,03 finale: 3e in 59,01 (NR)   |
| Cécile Jeanson                                                     | 200m vlinderslag (v)  | 10e       | serie 3: 3e in 2.13,23 finale B: 2e in 2.13,40    |
| Céline Bonnet                                                      | 200m wisselslag (v)   | 14e       | serie 6: 6e in 2.18,95 finale B: 6e in 2.19,14    |
| Céline Bonnet                                                      | 400m wisselslag (v)   | 19e       | serie 2: 6e in 4.54,70                            |
| Julie Blaise Julia Reggiani Marie-Laure Giraudon Véronique Jardin  | 4x100m vrije slag (v) | 11e       | serie 2: 6e in 3.50,22                            |
| Céline Bonnet Audrey Guerit Jacqueline Delord Julie Blaise         | 4x100m wisselslag (v) | 14e       | serie 3: 5e in 4.21,19                            |

Albanië · Algerije · Amerikaanse Maagdeneilanden · Amerikaans-Samoa · Andorra · Angola · Antigua en Barbuda · Argentinië · Aruba · Australië · Bahama's · Bahrein · Bangladesh · Barbados · België · Belize · Benin · Bermuda · Bhutan · Bolivia · Bosnië en Herzegovina · Botswana · Brazilië · Britse Maagdeneilanden · Bulgarije · Burkina Faso · Canada · Centraal-Afrikaanse Republiek · Chili · China · Chinees Taipei · Colombia · Congo-Brazzaville · Cookeilanden · Costa Rica · Cuba · Cyprus · Denemarken · Djibouti · Dominicaanse Republiek · Duitsland · Ecuador · Egypte · El Salvador · Equatoriaal-Guinea · Estland · Ethiopië · Fiji · Filipijnen · Finland · Frankrijk · Gabon · Gambia · Gezamenlijk team · Ghana · Grenada · Griekenland · Groot-Brittannië · Guam · Guatemala · Guinee · Guyana · Haïti · Honduras · Hongarije · Hongkong · Ierland · IJsland · India · Indonesië · Irak · Iran · Israël · Italië · Ivoorkust · Jamaica · Japan · Jemen · Jordanië · Kaaimaneilanden · Kameroen · Kenia · Koeweit · Kroatië · Laos · Lesotho · Letland · Libanon · Libië · Liechtenstein · Litouwen · Luxemburg · Madagaskar · Malawi · Malediven · Maleisië · Mali · Malta · Marokko · Mauritanië · Mauritius · Mexico · Monaco · Mongolië · Mozambique · Myanmar · Namibië · Nederland · Nederlandse Antillen · Nepal · Nicaragua · Nieuw-Zeeland · Niger · Nigeria · Noord-Korea · Noorwegen · Oeganda · Oman · Oostenrijk · Pakistan · Panama · Papoea-Nieuw-Guinea · Paraguay · Peru · Polen · Portugal · Puerto Rico · Qatar · Roemenië · Rwanda · Saint Vincent‑Grenadines · Salomonseilanden · Samoa · San Marino · Saoedi-Arabië · Senegal · Seychellen · Sierra Leone · Singapore · Slovenië · Soedan · Spanje · Sri Lanka · Suriname · Swaziland · Syrië · Tanzania · Thailand · Togo · Tonga · Trinidad en Tobago · Tsjaad · Tsjecho-Slowakije · Tunesië · Turkije · Uruguay · Vanuatu · Venezuela · Verenigde Arabische Emiraten · Verenigde Staten · Vietnam · Zaïre · Zambia · Zimbabwe · Zuid-Afrika · Zuid-Korea · Zweden · Zwitserland · Onafhankelijke olympische deelnemers